# Marathon van Fukuoka 1998
De marathon van Fukuoka 1998 werd gelopen op zondag 6 december 1998. Het was de 52e editie van de marathon van Fukuoka. Aan deze wedstrijd mochten alleen mannelijke elitelopers deelnemen. De Keniaan Jackson Kabiga kwam als eerste over de streep in 2:08.42.

## Uitslagen

### Mannen
| rang   | naam               | land | tijd    |
| ------ | ------------------ | ---- | ------- |
| Goud   | Jackson Kabiga     | KEN  | 2:08.42 |
| Zilver | Nobuyuki Sato      | JPN  | 2:08.48 |
| Brons  | Tadayuki Ojima     | JPN  | 2:09.10 |
| 4      | Noriaki Igarashi   | JPN  | 2:09.38 |
| 5      | Muneyuki Ojima     | JPN  | 2:09.50 |
| 6      | Ambesse Tolossa    | ETH  | 2:10.27 |
| 7      | Moges Taye         | ETH  | 2:11.12 |
| 8      | Takaki Morikawa    | JPN  | 2:11.21 |
| 9      | Leszek Beblo       | POL  | 2:11.23 |
| 10     | Yasuaki Yamamoto   | JPN  | 2:11.24 |
| 11     | Masaki Oya         | JPN  | 2:11.50 |
| 12     | Toshiyuki Hayata   | JPN  | 2:12.01 |
| 13     | Antonio Pinto      | POR  | 2:12.28 |
| 14     | Nozomi Saho        | JPN  | 2:13.48 |
| 15     | Katsuhiko Hanada   | JPN  | 2:13.51 |
| 16     | Kazuhiro Matsuda   | JPN  | 2:14.41 |
| 17     | Akira Shimizu      | JPN  | 2:15.00 |
| 18     | Shuichi Shimazu    | JPN  | 2:15.11 |
| 19     | Tadayuki Hashimoto | JPN  | 2:15.30 |
| 20     | Koichi Haraguchi   | JPN  | 2:16.45 |
| 21     | Andre-Luis Ramos   | BRA  | 2:17.27 |
| 22     | Kazuto Hashimoto   | JPN  | 2:18.20 |
| 23     | Hiroto Oshita      | JPN  | 2:18.44 |
| 24     | Noriaki Kiguchi    | JPN  | 2:18.52 |
| 25     | Hidefumi Yuyama    | JPN  | 2:18.53 |

1947 ·
1948 ·
1949 ·
1950 ·
1951 ·
1952 ·
1953 ·
1954 ·
1955 ·
1956 ·
1957 ·
1958 ·
1959 ·
1960 ·
1961 ·
1962 ·
1963 ·
1964 ·
1965 ·
1966 ·
1967 ·
1968 ·
1969 ·
1970 ·
1971 ·
1972 ·
1973 ·
1974 ·
1975 ·
1976 ·
1977 ·
1978 ·
1979 ·
1980 ·
1981 ·
1982 ·
1983 ·
1984 ·
1985 ·
1986 ·
1987 ·
1988 ·
1989 ·
1990 ·
1991 ·
1992 ·
1993 ·
1994 ·
1995 ·
1996 ·
1997 ·
1998 ·
1999 ·
2000 ·
2001 ·
2002 ·
2003 ·
2004 ·
2005 ·
2006 ·
2007 ·
2008 ·
2009 ·
2010 ·
2011 ·
2012 ·
2013 ·
2014 ·
2015 ·
2016 ·
2017